# Гавришовка (Литинский район)
Гавришовка (укр. Гавришівка) — село на Украине, находится в Литинском районе Винницкой области.
Код КОАТУУ — 0522482602. Население по переписи 2001 года составляет 99 человек. Почтовый индекс — 22341. Телефонный код — 4347.
Занимает площадь 0,062 км².

## Адрес местного совета
22341, Винницкая область, Литинский р-н, с. Дьяковцы, ул. Ленина, 6